# Rhinanthus rusticulus
Rhinanthus rusticulus är en snyltrotsväxtart som först beskrevs av Alfred Charles Chabert, och fick sitt nu gällande namn av George Claridge Druce. Rhinanthus rusticulus ingår i släktet skallror, och familjen snyltrotsväxter. Inga underarter finns listade i Catalogue of Life.